# Nannoperca variegata
Nannoperca variegata är en fiskart som beskrevs av Kuiter och Allen, 1986. Nannoperca variegata ingår i släktet Nannoperca och familjen Percichthyidae. IUCN kategoriserar arten globalt som sårbar. Inga underarter finns listade i Catalogue of Life.